# 霧影工作室
霧影工作室（英語：Hazelight Studios）是一間位於瑞典斯德哥尔摩的電子遊戲開發公司，於2014年由约瑟夫·法尔斯創辦。公司由成立起至今，專於製作雙人合作动作冒险游戏。兩部遊戲《逃出生天》和《双人成行》都在藝電「EA Originals」計劃下發行。

## 歷史

### 成立背景

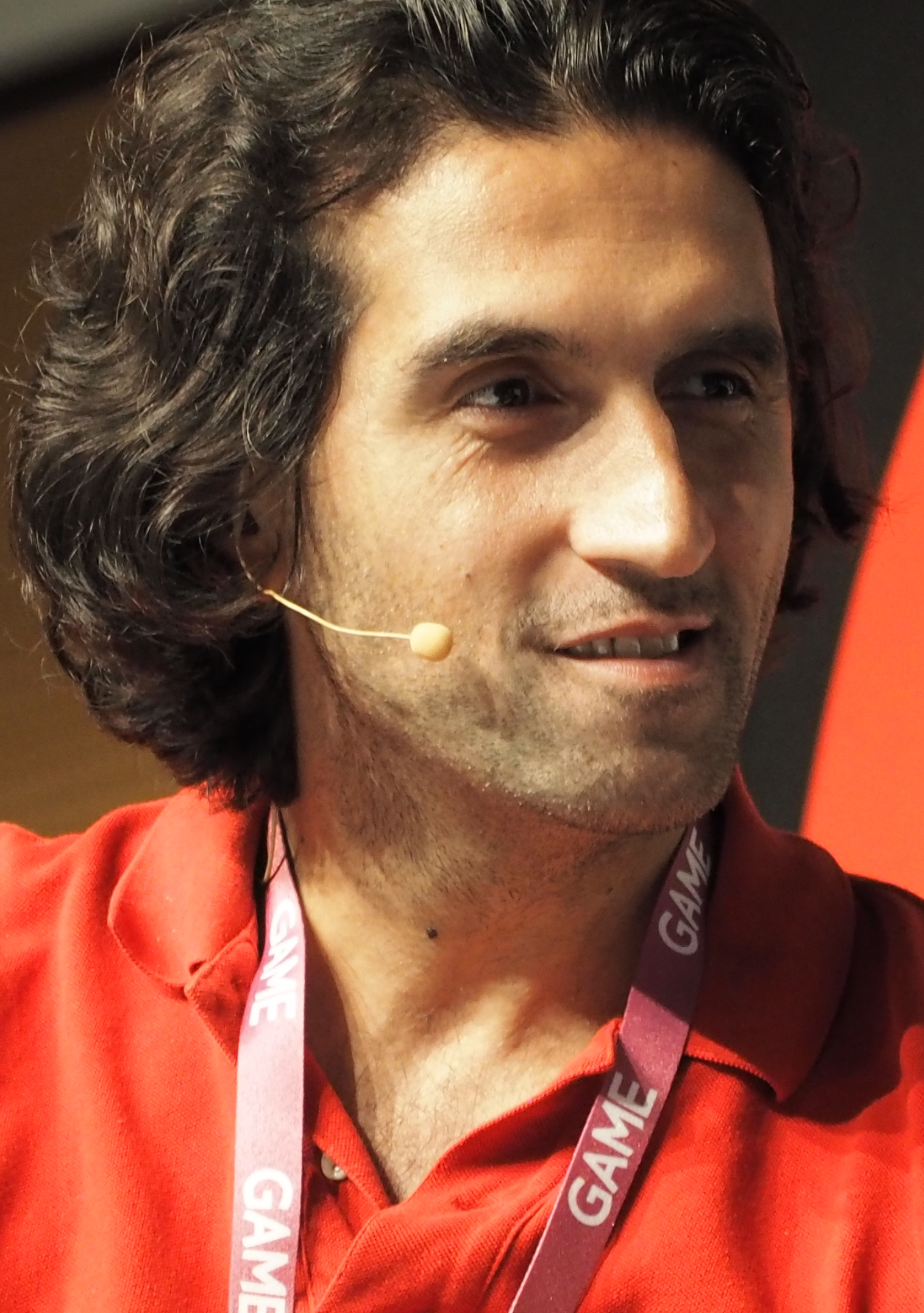
霧影工作室創辦人法尔斯

公司創辦人约瑟夫·法尔斯在2000年代曾為電影導演，執導多部電影作品。後來，法尔斯認為他無法通過電影表達自己，便轉向創作電子遊戲。2010年，他與瑞典的設計團隊合作六周，誕生《兄弟：雙子傳説》故事概念，並以此吸引了星風工作室。2013年，动作冒险游戏《兄弟》發行，PC版本獲得遊戲評論者普遍讚譽。2014年遊戲大獎上，藝電透露法尔斯帶領《兄弟》的創作團隊起爐作竈，成立霧影工作室。藝電亦指霧影下一作會由它發行，並讓霧影與EA DICE共用瑞典斯德哥尔摩的辦公場所，以便開發。

### 遊戲開發
2016年，霧影指藝電提供了370萬美元用於電子開發遊戲。及後，藝電在2017年電子娛樂展宣佈霧影的首作雙人合作动作冒险游戏《逃出生天》將於「EA Originals」計劃下發行。藝電執行副總裁帕特里克·瑟德隆德讚揚公司團隊「非常有才華」，遊戲將能以「創新合作遊戲玩法和僅以兩個角色講述故事的方式給玩家帶來驚喜」。而遊戲發行後在評論匯總媒體Metacritic上評論以正面為主，也在兩周後銷量達逾100萬份。
2019年6月，藝電宣佈與霧影簽訂協議，霧影第二作繼續由藝電撥款贊助和發行。翌年，霧影宣佈第二作《雙人成行》將在2021年3月6日于「EA Originals」下發行，與《逃出生天》一樣同為雙人合作动作冒险游戏。該作在2021年遊戲大獎上奪得年度遊戲、最佳家庭遊戲、最佳多人遊戲三獎。然而，霧影被Take-Two Interactive起诉，指《雙人成行》的遊戲名（It Takes Two）侵犯其商標權，致霧影放棄《雙人成行》的商標所有權。2024年12月13日，藝電在遊戲大獎上末宣佈霧影第三作《雙影奇境》仍為雙角色玩法，並將於2025年3月7日發行。

## 遊戲列表
| 年份   | 遊戲         | 發行 | 平台                                                                                     | 注            |
| ------ | ------------ | ---- | ---------------------------------------------------------------------------------------- | ------------- |
| 2018年 | 《逃出生天》 | 藝電 | PlayStation 4、Microsoft Windows、Xbox One                                               | [ 16 ]        |
| 2021年 | 《雙人成行》 | 藝電 | 任天堂Switch、PlayStation 4、PlayStation 5、Microsoft Windows、Xbox One、Xbox Series X/S | [ 17 ] [ 18 ] |
| 2025年 | 《雙影奇境》 | 藝電 | PlayStation 5、Microsoft Windows、Xbox Series X/S、任天堂Switch 2                        | [ 15 ]        |

## 另見
- 藝電

## 外部連結
- 官方网站  （英文）